# Гамм, Рюдигер
Рюдигер Гамм (нем. Rüdiger Gamm; род. 10 июля 1971) — немецкий «человек-калькулятор». Демонстрировал уникальные способности проводить сложные математические расчёты в возрасте 21 года. Стал известен после показа выступления на Discovery Channel.
Самым заметным талантом Гамма является способность запоминать большую по объёму информацию — числа, тексты и тому подобное, а также — быстро считать. В 2008 году на публичном выступлении в Лейпциге, он устно вычислил 81100, сказав результат за 2 минуты 30 секунд.
Кроме того, он может говорить в обратном направлении и рассчитывать календарь.